# Географски институт Јован Цвијић
Географски институт Јован Цвијић је један од осам института САНУ основан у Београду 31. маја 1947. године. Српска академија наука и уметности основала је географски институт, који од 1961. године носи назив Јован Цвијић, у циљу унапређивања географске науке, повећања броја квалитетних научних кадрова за рад у струци или на Универзитету.

## Организација
Институт организује различите научне скупове који се тичу актулених географских тема и сарађује са географским институцијама у земљи и иностранству.
Основна делатност Института је научноистраживачки рад у области географије, као система научних дисциплина, и обавља се у Институту чије је седиште у Београду, у ул. Ђуре Јакшића бр. 9. Институт повремено има своје истраживачке јединице у већим центрима Србије.
Према назначеној научној програмској делатности Институт је организован по одељењима, а одељења се састоје од одсека. Поред основних организационих јединица Институт има своје органе управе као и стручне службе.

### Одељења Института
- за физичку географију (све дисциплине)
- за друштвену географију (проучавање насеља и антропогеографска истраживања)
- за регионалну географију (животна средина и регион)
- за картографију (база података и израда тематских карата)
- за просторно планирање (базе података и раземштај)

## Издања
Географски институт издаје Зборник радова који излази три пута годишње, затим посебна издања у виду повремених публикација и монографија, као и тематске карте из области картографије. Такође, институт објављује издања у суиздаваштву са другим сродним институцијама.

## Управници и директори
1. академик Петар С. Јовановић, управник од 1947. до 1957. године.
2. академик Павле Вујевић, управник од 1957. до 1961. године.
3. др Владимир Ђурић, управник од 1961. до 1962. године.
4. Вучета Лакић, управник од 1963. до 1965. године.
5. др Чедомир Милић, управник од 1965. до 1970. године.
6. академик Милисав В. Лутовац, директор од 1970. до 1979. године.
7. др Душан Дукић, директор од 1979. до 1983. године.
8. др Мирослав Милојевић, директор од 1983. до 1986. године.
9. др Радован Ршумовић, директор 1986. године.
10. др Милош Зеремски, директор од 1987. до 1989. године.
11. др Александар Вељковић, директор од 1989. до 1991. године.
12. др Милован В. Радовановић, директор од 1991. до 1994. године.
13. др Љубомир Менковић, в. д. директора од 1. 1. до 30. 9. 1995. године.
14. др Милан Бурсаћ, директор од 1995. до 2006. године.
15. др Јасмина Ђорђевић, в. д. директора од 2006. до 2008. године.
16. др Милан Радовановић, директор од 2008. до данас

## Сарадници
Географски институт има 28 сарадника који су распоређени по одељењима. Директор иститута је др Милан Радовановић.

### Физичка географија
- др Милан Радовановић, научни саветник,
руководилац одељења
- др Тивадар Гаудењи, виши научни сарадник
- др Југослав Николић, виши научни сарадник
- др Јелена Ћалић, научни сарадник
- др Бошко Миловановић, научни сарадник
- др Милица Пецељ, научни сарадник
- др Ана Милановић Пешић, научни сарадник
- др Драгана Милијашевић, научни сарадник
- др Марко Урошев, истраживач-сарадник
- др Горица Станојевић, истраживач-сарадник
- мр Милован Миливојевић, истраживач-сарадник
- мр Јелена Ковачевић-Мајкић, истраживач-сарадник
- мр Марко В. Милошевић, истраживач-сарадник
- др Нина Б. Ћурчић, научни сарадник

### Друштвена географија
- др Жељко Бјељац, научни саветник,
руководилац одељења
- др Александра Терзић, научни сарадник
- др Дарко Вуковић, научни сарадник
- др Марко Д. Петровић, виши научни сарадник
- др Јована Бранков, научни сарадник
- др Стефана Бабовић, истраживач-сарадник
- др Тамара Гајић, виши научни сарадник
- мср Марко Филиповић, истраживач-сарадник
- мср Власта Кокотовић, истраживач-сарадник
- мср Јована Тодорић, истраживач-сарадник

### Регионална географија
- др Рајко Буквић, научни саветник,
руководилац одељења
- др Милена Панић, истраживач-сарадник
- мр Тамара Јојић-Главоњић, истраживач-сарадник
- мр Драгана Миљановић, истраживач-сарадник

### Картографија
- мср Сузана Ловић Обрадовић, истраживач-сарадник
- Драгољуб Штрбац, истраживач-пројектант за ГИС

### Просторно планирање
- др Злата Вуксановић Мацура, научни сарадник,
руководилац одељења
- др Марија Дробњаковић, истраживач-сарадник
- мр Радмила Милетић, истраживач-сарадник
- мср Александра Спалевић, истраживач-приправник